# Římskokatolická farnost Rychvald u Karviné
Římskokatolická farnost Rychvald u Karviné je farnost římskokatolické církve v děkanátu Karviná ostravsko-opavské diecéze. Farním kostelem je kostel svaté Anny v Rychvaldu.

## Historie
První zmínky o katolické farnosti jsou z roku 1390. K bohoslužbám sloužil dřevěný kostel svaté Anny, který byl zničen v roce 1535 při velkém požáru v Rychvaldu. Farnost byla zmíněná v dokumentu svatopetrského haléře, sestaveného opolským arcidiakonem Mikołajem Wolffem v roce 1447, kde mimo jiné se zmínil o farnosti děkanátu v Těšíně pod názvem Reychenwald. Na základě velikosti poplatků uvedené v této zprávě (ve všech podřízených vesnicích) byl počet farníků odhadnut na 165.
V 16. století byl Rychvaldl protestantský, po bitvě na Bílé hoře proběhla rekatolizace a od roku 1668 se stal katolickým.
Po ukončení slezských válek a hraničním oddělení diecéze vratislavské, která byla na území Pruského království, byl k řízení ostatních farností na území habsburské monarchie založen v roce 1770 Generální vikariát rakouské části vratislavské diecéze. Po první světové válce Dolní Lutyně zůstala na území Československa, ale nadále podléhala vratislavské arcidiecézi, pod zvláštním úřadem, který byl pro tento účel zřízen, Knížebiskupský komisariát niský a těšínský. V době okupace Polskem (1938) byla farnost zařazena pod diecézi katovickou a 1. ledna 1940 zpět pod diecézi vratislavskou. V roce 1947 byla vytvořena apoštolská administratura v Českém Těšíně podřízená přímo Svatému stolci. V roce 1978 byla oblast administratury podřízená olomoucké arcidiecézi. V roce 1996 byla farnost zařazena pod novou diecézi ostravsko-opavskou.